# Джарбусынов, Бинеш Уразович
Бинеш Уразович Джарбусынов (13 мая 1932, Атырау — 25 июня 1996, Алматы) — казахстанский учёный, доктор медицинских наук (1985), профессор (1986). Заслуженный деятель науки Казахстана (1986).

## Биография
В 1955 году окончил АГМИ, учился там же в аспирантуре. Занимался практической медициной. Вел научную и педагогическую деятельность.
Организатор и первый директор Научного центра урологии (1990). Разработал методы диагностики и лечения мужского бесплодия.
Под руководством Джарбусынова прошли 1-й съезд (1991) и 2-й конгресс (1995) урологов Казахстана, 4 научных симпозиума.
Награждён орденом «Парасат». Имя Джарбусынова носит Алматинский Центр урологии.

## Сочинения
- Чреспузырная аденомэктомия. — А., 1975.
- Жақсы сөз — дертке шипа. — А., 1977.
- Мужское бесплодие. — А., 1988.
- Бүйрек аурулары. — А., 1992.